# Albert Savine
Albert Savine est un éditeur, traducteur et auteur français, né le 20 avril 1859 à Aigues-Mortes et mort le 6 juin 1927 à Boulogne-Billancourt.

## Parcours
Étudiant en droit à la faculté de Montpellier, Albert Savine s'essaye à l'écriture et entre en contact avec les milieux littéraires catalans du Félibrige. Il termine sa première traduction, du catalan au français, L'Atlantide de Jacint Verdaguer, qui sera publiée à Paris en 1883, après l'avoir été en feuilleton dans Le Midi littéraire, un journal qu'il a créé.
Monté à Paris avec son épouse, une riche Cubaine nommée Marie Coste, il décide de créer une maison d'édition et d'y publier des écrivains catalans et castillans comme Narcís Oller, Fernán Caballero, Juan Eugenio Hartzenbusch et Juan Valera.
Son installation à Paris comme éditeur reste assez énigmatique : selon l'essayiste Lucien Borel du Bez, Savine se serait servi de l'éditeur E. Giraud installé 18 rue Drouot où il serait entré comme simple lecteur en 1882 puis, grâce à l'argent de son épouse, aurait racheté l'affaire en 1886, en toute discrétion et afin de conserver son image d'« homme de lettres », du moins dans un premier temps. En effet, à compter de 1887 (avec entre autres Le Poison allemand de Charlie Robert), la marque Albert Savine, Éditeur fait son apparition sur les couvertures jaunes des ouvrages publiés. Dans le même temps, il en profite pour déménager son entreprise au 11-12, rue des Pyramides et la renomme La Nouvelle Librairie parisienne. Sa devise latine est libro lux (c. 1889).
L'orientation que choisit Savine à compter de cette époque est délibérément antisémite : cherchant à réitérer le succès de La France juive d'Édouard Drumont paru chez Marpon & Flammarion, il fait paraître successivement L'Algérie juive de Georges Meynié (d), La Russie juive de Kalist de Wolski, Les Brigandages historiques d'Auguste Chirac et La Fin d'un monde de Drumont dans le cadre de la « Bibliothèque antisémite », une collection à scandale qui compte près de cinquante titres.
Par ailleurs, Savine publie des naturalistes comme Camille Lemonnier, Emilia Pardo Bazan ou des traductions de Shelley et Giovanni Verga. Il se révèle un excellent découvreur de jeunes talents comme René Ghil, Oscar Méténier, Jean Lorrain ou Paul Margueritte.
Mais c'est la recherche du scandale pour le scandale qui le conduit à une succession de procès et même une période d'emprisonnement pour, entre autres, la publication du livre de Numa Gilly, Mes dossiers en 1889. Durant les années 1890, épuisé par les frais causés par diverses condamnations, Savine ralentit les publications. En 1896, son épouse demande le divorce, elle-même étant en partie ruinée à la suite de l'indépendance de Cuba. La faillite des éditions Albert Savine est prononcée en janvier 1897 et le fonds repris par Pierre-Victor Stock qui s'en servira pour lancer la collection « Bibliothèque cosmopolite ». Les correspondances que l'on retrouve dans Mémorandum d'un éditeur de Pierre-Victor Stock révèlent des échanges houleux, par le biais d'auteurs comme Georges Darien ou Léon Bloy, concernant les rachats de droit et de stocks.
Ruiné, sans un sou, Savine s'enferme alors dans la Bibliothèque nationale et accomplit pour l'éditeur parisien Louis-Michaud un colossal travail d'historiographe qui sera publié en 36 volumes dans la « Collection historique illustrée » (1900-1914).
Savine entreprend également de nouvelles traductions, essentiellement d'auteurs anglais, notamment d'Oscar Wilde, Rudyard Kipling, Conan Doyle ou Robert Stevenson, lesquelles firent date. Il devient aussi membre correspondant de l'Académie des belles-lettres de Barcelone pour ses traductions de l'espagnol. Les textes qu'il traduit sont donc très nombreux et certains s'interrogeront même sur l'existence d'une éventuelle aide pour réaliser ces traductions. Afin de favoriser la traduction, il crée en 1923 une association censée favoriser les échanges entre auteurs français et étrangers.
Il meurt en 1927 des suites d'un accident de la route, paralysé et dans la plus grande pauvreté.